# Ранцанс, Никодемс
Ни́кодемс Ра́нцанс (латыш. и латг. Nikodems Rancāns; 13 сентября 1870, Миглиниеки, Зальмуйжская волость — 21 июля 1933, Резекне) — священник, общественный работник, педагог, литератор. Награждён орденом Трёх звёзд. Автор книг: «Ceļojums pa Latgolu», «Kungs Tvardovskis», «Latvijas vēsture» (1-я часть была издана в Риге, 2-я — в Даугавпилсе), «Ābece» и др.

## Биография
Родился сентября 1870 в Наутренской волости в семье рантье. С 1883 по 1885 год учился в Залмуйжасской приходской школе и Лудзенской городской школе. В 1889 окончил Псковское реальное училище. С 1891 по 1896 проходил обучение в Санкт-Петербургской Римско-католической духовной семинарии. С 1920 по 1929 год жил в Прейлях. С 1923 по 1929 год директор Аглонской гимназии. С 1928 по 1929 год директор Яунаглонской гимназии. После профессор семинарии в Риге. В 1924 году присвоен титул монсеньора.
Умер 21 июля 1933 года в Резекне.